# フランツ・クッチェラ

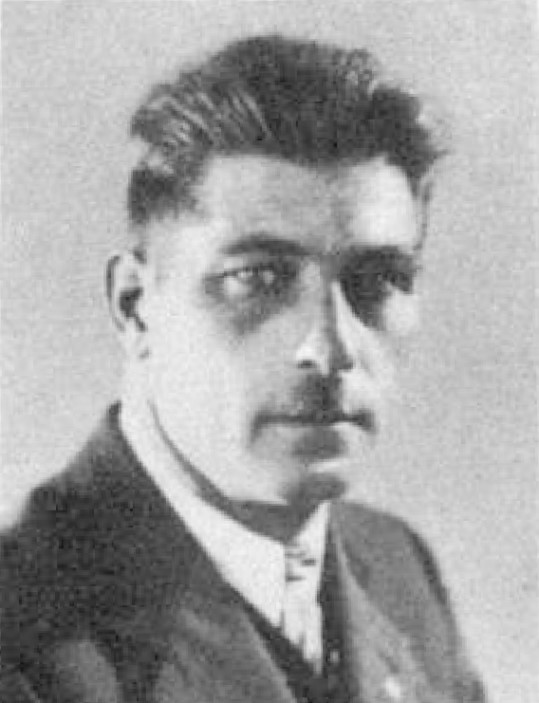
フランツ・クッチェラ

フランツ・クッチェラ（Franz Kutschera、1904年2月22日-1944年2月1日）は、ナチス・ドイツの政治家。ケルンテン大管区指導者代理を務めた。親衛隊の将軍でもあり、ワルシャワの親衛隊及び警察指導者だったが国内軍により暗殺された。最終階級は親衛隊少将及び警察少将。

## 経歴
オーストリア・ハンガリー帝国のオーバーヴァルタースドルフで生まれる。1918年から1919までオーストリア＝ハンガリー海軍に入隊し、その後庭師として働く。
1930年12月5日に国家社会主義ドイツ労働者党に入党し、1931年11月1日に親衛隊に入隊する。1935年から1938年までケルンテンの親衛隊第90連隊の指揮官となる。アンシュルス後の5月24日にケルンテン大管区の大管区指導者代理に任命される。またドイツ国会議員にもなっている。1939年2月12日に大管区指導者のフーベルト・クラウスナーが死亡すると1941年11月まで大管区指導者の職務を代行している。1939年には民族裁判所の名誉判事となった。
1940年の間山岳猟兵連隊に入隊して士官候補生となる。11月9日に親衛隊少将に昇進する。1942年1月から警察の職務に割り当てられ、11月9日には警察少将となる。1943年4月20日にモギレフの親衛隊及び警察指導者に任じられ9月20日まで務めた。1943年9月25日にポーランド総督府のワルシャワ地区における親衛隊及び警察指導者に任命される。1944年2月1日にレシチニスキ宮殿に車で向かう途中で国内軍によって暗殺された。